# 保良せき
保良 せき（ほら せき、1893年5月15日 - 1980年10月6日）は、日本の看護師、厚生官僚、幼稚園経営者である。日本の訪問看護、公衆衛生、保育事業の先駆者の1人である。

## 来歴
長野県飯田市出身。東京市の東京慈恵医院看護婦教育所卒業後、1921年に女性伝道師として渡米。アメリカ合衆国コロラド州の看護師資格を得る。コロラド病院看護学校、コロンビア大学などで学び、ニューヨーク市で公衆衛生看護やセツルメントの訪問看護に携わる。
1929年に帰国後は大阪市の「大阪朝日社会事業団」（朝日新聞社）の「公衆衛生訪問婦協会」で主任として働きつつ、1931年から1943年まで看護専門雑誌「看護婦」を発刊し続けた。この頃、大阪の社会事業連盟に関わり、林歌子、松本員枝らと会っている。
戦後、GHQの公衆衛生局看護課は日本の看護師のレベルを引き上げ、専門性を増す事を目指した。その為、日本側の協力者としてアメリカ留学経験があり、米国の看護師資格を取得し、公衆衛生看護に精通して英語力も高い保良が厚生省の1949年7月に新設された看護課の初代課長に抜擢された。
保良はGHQの公衆衛生局看護課の後押しもあり、厚生省看護課の課長として、主に公衆衛生看護の専門化を進めた。ところが日本の医療関係者の多くは早急な看護労働力の確保を求めており、看護の専門性を深めることを目指した保良の方針とは異なった。そのため、1950年に保良は厚生省を退職し、後任の課長職を金子光が引き継ぐこととなった。
大阪在住時にひとり息子の徹のために保育士を雇い、知人の子女を含めた欧米流の就学前教育を実践した。この集まりは1936年、吹田市の「千里山グレース幼稚園」に発展し、保良貞四郎が初代園長に就任している。保良せきは2代目園長となった。
3代目園長を息子の保良徹に譲っており、現在に至っている。現在の名称は「学校法人千里山学院 認定こども園千里山グレース幼稚園」。

## 参考資料
- 『保良せき』 - コトバンク 日本大百科全書(ニッポニカ，小学館） 「保良せき」の解説
- 大石杉乃、芳賀佐和子「保良せきと第二次世界大戦後の看護改革 (資料)」東京慈恵会医科大学雑誌，2004年（国立情報学研究所 CiNii）